# Euchlaena decisaria
Euchlaena decisaria là một loài bướm đêm trong họ Geometridae.